# Calendário lunar

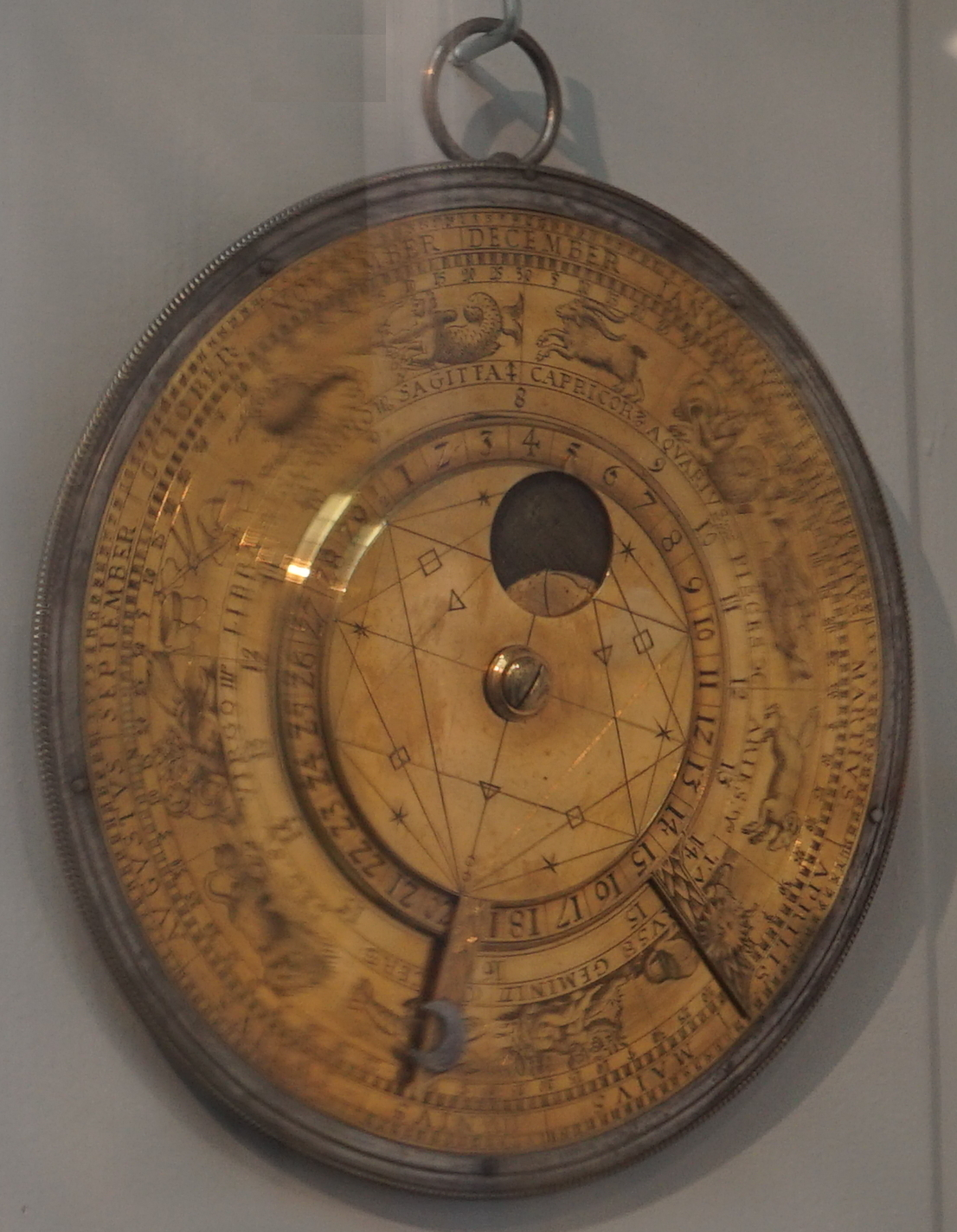
Calendário lunar do século XVIII

Um calendário lunar é um calendário cuja data é indicada de acordo com os meses lunares e estes pelas fases da lua. 
Os calendários conhecidos estabelecem a sua organização a partir de astros observáveis a olho nu, e sobretudo a partir das posições do Sol ou as fases da Lua. Assim um calendário lunar é uma das formas de calendários, para além dos calendários solares ou dos calendários lunissolares.
Provavelmente os calendário mais antigos foram calendários lunares e os outros foram organizados posteriormente.

## Calendários lunares e lunissolares
Um exemplo de calendário atualmente em vigor que segue o modelo mais simples de calendário lunar é o calendário islâmico, um calendário lunar simples, com um ano de 12 meses, e que não segue as estações do sol. O mês começa quando o primeiro crescente visível da Lua aparece pela primeira vez após o pôr-do-sol. O calendário islâmico é composto por doze meses de 29 ou 30 dias, ao longo de um ano com 354 ou 355 dias. Como o calendário lunar puro tem cerca de 11 dias a menos que o calendário solar, o ciclo dos anos lunares leva 33 anos para voltar à posição original da Terra em relação ao Sol.
Atualmente também se encontram em vigor calendários lunissolares, com a inserção de ajustes periódicos para manter o sincronismo com o ciclo solar (estações do ano). São exemplos o calendário chinês e o calendário hebraico. O mecanismo conhecido como epacta é utilizado para o cálculo das festas da Páscoa e das outras festas móveis no calendário litúrgico.

## Idade da Lua
Como os meses lunares de uma lua nova à seguinte têm uma média cerca de 29,5 dias, ou seja, cerca de 29 dias inteiros e mais 12 horas.
Desde a antiguidade que os seres humanos observaram essas diferenças e ao passarem a identificar meses e dias traduziram aqueles valores médios em dias inteiros, e assim, as soluções mais antigas revelam calendários lunares meses de 30 dias e de 29 dias, alternadamente, o que mantém o valor médio de 29,5 dias.
Num calendário lunar qualquer dia do mês pode ser indicado com um número de série em contagem progressiva ou regressiva.
Num calendário lunar simples, os meses seriam numerados sucessivamente, de 1 a 12, por exemplo, e os dias de cada mês numa contagem progressiva de 1 a 30 ou de 1 a 29, crescendo a data 1 unidade até ao fim do mês. Também se encontram calendários lunares que passaram a identificar os meses com nomes próprios, como aconteceu com os romanos que desde Rómulo nomearam os meses, por exemplo, o primeiro mês em vez de ser simplesmente 1 passou a chamar-se Março por referência ao deus Marte.
No calendário romano anterior a Júlio César todos os dias eram indicados em relação às principais fases da lua, a lua nova e a lua cheia, mas com uma contagem regressiva. Todos os meses começavam no dia da lua nova, esse era o dia das calendas e o 1º dia de cada mês; por exemplo o dia 1 de Janeiro era o dia das calendas de Janeiro.
A lua cheia de cada mês era assinalada com a celebração dos Idos; como nesse calendário romano os meses tinham alternadamente 31 ou 29 dias, os Idos foram assinalados aproximadamente a meio do mês, nos meses de 31 dias (o 1º mês, Março, no 3º mês, Maio, no 5º mês, Quintilis, e no 8º mês, October) no 15º dia, nos outros meses no 13º dia. Nove dias antes do Idos, os romanos assinalaram as Nonas que ficaram assim no 7º dia ou no 5º dia dos respectivos meses de 31 dias ou de 29 dias.
Os restantes dias do meses eram contados regressivamente indicando quantos dias faltam para a referência seguinte, e também de forma inclusiva, isto é, incluindo na contagem o a data de partida e a data de chegada. Exemplos: o dia 24 de Fevereiro era o '6º dia antes das calendas de Março', 6º dia porque se incluem na contagem os 5 dias entre 24 e 28 de Fevereiro, mais o dia 1 de Março, o dia das calendas de Março. Outros exemplos: o dia 15 de Março era o dia dos Idos de Março, o dia 6 de Maio era o dia da véspera das Nonas de Maio, o dia 2 de Setembro era o 4º dia antes da Nonas de Setembro, o dia 20 de Outubro era o 13º dia antes das calendas de Novembro.
A reforma do calendário romano anterior feita por Júlio César determinou a introdução de um calendário solar, à semelhança do calendário egípcio, e portanto as relações com os meses com as lunações deixaram de existir; manteve contudo os nomes dos meses, fixou o seu número em 12 e o tipo de datação com calendas, Nonas e Idos, mas ao alterar o número de dias de vários meses, as contagens respectivas tiveram de ser refeitas para se ajustarem ao tamanho de cada mês.
Num calendário lunar simples o dia do mês indica a idade da lua desde a lua nova; Lua 1, por exemplo, indica o dia da lua nova, a lua tem 1 dia de idade nesse mês, lua 14 indica o 14º dia desse mês lunar, que será o dia da lua cheia. A celebração da páscoa no calendário judaico religioso ficou marcada pela Lua 14, o 14º dia do mês lunar de Nissan, num calendário lunissolar no início da estação da primavera de um calendário solar.
O calendário litúrgico dos cristãos manteve a referência da Páscoa do calendário lunissolar judaico adaptando-o ao calendário juliano em uso no império romano e demarcando-se depois da data judaica da Pessach para o 1º domingo seguinte. A Páscoa celebra-se assim no 1º domingo que se segue à lua cheia que ocorre no dia do equinócio da primavera ou logo a seguir; por outras palavras, no domingo que se segue à Lua 14 do primeiro mês do ano litúrgico e que ocorre no equinócio da primavera que tem a referência ao dia 21 de Março desde o concílio de Niceia. Assim, o dia de Páscoa é sempre celebrado num dia do mês lunar em que a idade da lua está entre a lua 15 ou a lua 21.
Mantendo o calendário juliano como a referência principal da cronologia e das datações, os cristãos foram organizando um calendário litúrgico onde foram colocadas as memórias do mártires, aparecendo os Martirológios. Nestes livros, a indicação de cada data do ano foi acrescentada com um esquema de letras e números que permitem  saber também a idade da lua nesse mês lunar em cada dia do ano solar juliano.
Este modelo de indicação da idade da lua no Martirológio teve também de ser reformado quando se realizou a reforma do calendário gregoriano em 1582, como se pode observar no Martyrologio romano accommodado a todos os dias do ano conforme a noua ordem do Calendario que se reformou por mandado do Papa Gregorio XIII
O calendário lunar, o conhecimentos dos meses lunares e da idade da lua continuam a ser usados para calcular as horas das marés ou as melhores horas para a pesca e o surf.